# Osório Martínez
Osório Martínez (antes de 1108—batalha de Lobregal, março de 1160) foi um magnata Leonês durante o reinado de Afonso VII de Leão. Membro da linhagem dos Flaínez e segundo filho do Conde Martín Flaínez e sua esposa Sancha Fernández, ele é a origem da linhagem Leonesa de Osorio e Villalobos, dos condes de Lemos, marqueses de Astorga, condes de Trastâmara, os senhores da comarca leonesa de Cabrera e Ribera e das linhagens portuguesas de Ribeira, Vasconcelos, Alvelo, Machado e Berredo.

## Família
Os seus pais foram o conde Martín Flaínez e Sancha Fernández, filha do conde Fernando González e Trigidia Guterres. Foi primo-irmão de Guterre Fernandes de Castro e Rodrigo Fernandes de Castro o Calvo, filhos de Fernando García de Hita e de Mayor, cognomento  Trigidia Fernandes, tia materna do conde Osório. Os seus irmãos foram o conde Rodrigo e Pedro Martínez, avô de Gontrodo García, mulher de Telo Peres de Meneses.
"O seu enlace vinculou-o às famílias reinantes de Leão e Portugal" porque a sua esposa, Teresa Fernández, era filha da Infanta Elvira Afonso, filha do rei Afonso VI de Leão e de Ximena Moniz e irmã de Teresa de Leão, mãe de D. Afonso Henriques o primeiro rei de Portugal e primo-irmão da esposa do conde Osório.

## Vida
O seu primeiro cargo público foi como tenente de Melgar, cargo que partilhou com o seu irmão Rodrigo, a quem acompanhou em 1130 para reprimir a revolta dos nobres liderada por Pedro Díaz de Valle, pai de Gontrodo Pérez, amante do rei Afonso VII de Leão, e outros magnatas do reino.  Quando o seu irmão Rodrigo morreu em 1138, acompanhou o seu cadáver até à cidade de Leão onde foi enterrado ao lado dos seus pais no panteão familiar, possivelmente no mosteiro de San Pedro de los Huertos.
Osório sucedeu ao seu irmão Rodrigo na dignidade condal e em vários dos seus tenências, incluindo Aguilar e as torres de Leão. Também lutou com Afonso VII de Leão nos cercos de Almería em 1147, Córdova e Jaén. Tinha muitas propriedades em Tierra de Campos, Liébana e Leão e detinha a tenência de Mayorga entre 1131 e 1133, a de Melgar de 1130 a 1141, Villamayor e Ribacetera em 1130 e 1141, de Benavente entre 1139 e 1141, e Ribeira em 1141. Também foi conde em Villalobos em 1147, 1150, 1157, e 1159 e em Arnales em 1157.
O Conde Osório esteve ausente do reino de Leão, possivelmente no exílio, entre 1142 e o início de 1147. Isto pode ter acontecido porque ele tinha exigido a herança do seu irmão Rodrigo, que morreu sem descendência, o que provocou a ira real. O rei Afonso VII entregou os mandatos que tinha governado ao seu parente Ramiro Froilaz. Durante este intervalo, Osório compareceu na corte do rei português onde confirmou dois diplomas reais, o primeiro a 26 de maio de 1146 e o último a 21 de janeiro de 1147.  Calderón Medina e Martins Ferreira suspeitam que o conde Osório se refugiou naquela região, nas terras de Santa Maria da Feira e Gaia, porque o seu filho Monio Osorez lá vivia com a sua mulher, Boa Nunes de Grijó.
Em 1147, Osório já estava de volta ao reino de Leão quando ele e a sua esposa concederam forais a Villalonso e Benafarces. As propriedades e parte das tenências que o rei Afonso VII, primo de sua esposa, lhe tinha confiscadas, já lhe tinham sido devolvidas.
Com a morte do Rei Afonso VII, o conde Osório Martínez mudou-se para Castela, por razões desconhecidas. Esta nova fidelidade do conde, devido à posição estratégica das suas propriedades e tenências, agravou os desacordos existentes entre Fernando II de Leão e o seu irmão Sancho III de Castela, que conduziram ao Tratado de Sahagún. Regressou ao serviço do rei de Leão, embora mais tarde tenha regressado ao serviço do rei de Castela. Morreu na Batalha de Lobregal em 1160 às mãos do seu genro, Fernando Rodrigues de Castro "o Castelhano", marido da sua filha Constança, mais tarde repudiado pelo seu marido que voltou a casar com Estefânia Afonso.

## Casamento e descendência
O Conde Osório casou com Teresa Fernández, senhora de Villalobos, filha da Infanta Elvira Afonso, filha do rei Afonso VI de Leão e de Ximena Moniz. Deste casamento nasceram os seguintes filhos:
- Gonçalo Osorez (morto c. 1187), genearca das linhagens Osório e Villalobos. Foi senhor de Villalobos, mordomo-mor do rei entre 1176 e 1178, tenente de Mayorga e Valderas entre 1175 e 1178, e de Zamora em 1177.[16]

- Fernando Osorez, de acordo com Salazar y Acha, morreu jovem antes de 1170.[17]  Margarita Torres diz que esteve ao serviço do Rei Afonso IX de Leão e que em 1199 deteve a tenência de Lemos.[18]

- Rodrigo Osorez, falecido antes de 1 de fevereiro de 1141.[17]

- Constança Osorez (morta depois de 1180), a primeira esposa de Fernando Rodrigues de Castro "o Castelhano".[19] Ela foi repudiada pelo seu marido, que matou o seu pai o Conde Osório na Batalha de Lobregal. Casou novamente em fevereiro de 1165 com Pedro Arias e tornaram-se os pais de Rodrigo Pérez de Villalobos e Estefânia Pérez.

- Elvira Osorez casou pela primeira vez com o magnata galego Nuno Fernandes, com quem teve dois filhos: Nuno e Urraca Nunes.[11]  Mais tarde casou com Guterre Roiz de Castro, filho de Rodrigo Fernandes de Castro.[17] Elvira foi enterrada ao lado da sua avó, a Infanta Elvira, numa capela no Mosteiro de Sahagún.[18]

- Sancha Osorez (morta depois de 1180)[11]

- Aldonça Osorez (morta depois de 1181).[5] Aldonça mandou construir a igreja de San Juan del Mercado em Benavente.

- Jimena Osorez (morta c. 1201), foi a segunda esposa de Rodrigo Guterres Girão,[16] sem descendência. Jimena, tal como a sua irmã Elvira, foi enterrada na capela fundada pela sua avó a infanta Elvira no Mosteiro de Sahagún.

- Teresa Osorez (morta depois de 1180) As irmãs Jimena, Constança, Sancha e Teresa aparecem juntas em 1180 fazendo uma doação à Ordem de S. João em Samora.[20]

## Descendência em Portugal
Os medievalistas Inés Calderón Medina e João Paulo Martins Ferreira sugerem que Osório Martínez é a mesma personagem conhecida como "Conde Osório" em Portugal. Durante o seu exílio em Portugal devido às suas diferenças com Afonso VII, Osório foi acompanhado por um filho seu e da sua esposa Teresa Fernández chamado Monio Osorez de Cabreira, provavelmente o filho primogénito. O Livro de Linhagens do Conde D. Pedro afirma que Monio Osorez era filho do Conde Osório e "não se registra nenhum outro Osório com a dignidade condal em Portugal, na Galiza, em Leão, em Castela ou nos restantes reinos peninsulares, pelo que consideramos que não existe qualquer dúvida de que se refere a Osório Martínez."
Monio casou antes de 1138 com Boa Nunes de Grijó, filha e provavelmente a única herdeira de Nuno Soares de Grijó.  Três filhos nasceram deste casamento: Paio Moniz de Ribeira - que na morte do seu pai assumiu a chefia da família no Reino de Portugal e casou com Urraca Nunes de Bragança; Martim Moniz de Cabreira; e Maria Moniz de Ribeira. O seu filho Paio Moniz da Ribeira casou com Urraca Nunes de Bragança; Martim casou com Teresa Afonso, que deu à luz Pedro Martins da Torre, genearca dos Vasconcelos, João Martins Salsa, casou com Urraca Viegas, a origem da linhagem Alvelo; e Martim Martins de Cabreira, arcebispo de Braga. Maria Moniz de Ribeira, filha de Monio Osorez, não se casou, embora de uma relação ilegítima tenha sido a antepassada da família Machado.